# Fittipaldi Automotive
La Fittipaldi Automotive è stata una squadra motoristica brasiliana attiva in Formula 1 tra le stagioni 1975 e 1982.
Fondata dal pilota Wilson Fittipaldi (fratello del due volte campione del Mondo Emerson), mutò per due volte denominazione per ragioni di sponsorizzazione: tra il 1975-1979 si chiamò Copersucar-Fittipaldi, mentre dal 1980 assunse la ragione sociale Skol Fittipaldi Team.

## Storia

### Il periodo brasiliano
Nel 1974 il pilota Wilson Fittipaldi si accordò con la Copersucar (maggiore impresa saccarifera brasiliana) per ottenere i cospicui finanziamenti necessari all'avvio della scuderia, che venne iscritta alla stagione 1975 di Formula 1. A coadiuvarlo vi erano il direttore sportivo Jo Ramirez (reduce da esperienze alla Eagle e alla Tyrrell) e il progettista Ricardo "Richard" Divila.
La nascita della Copersucar-Fittipaldi fu salutata da un ampio favore popolare nel paese sudamericano, che vedeva nella scuderia la possibilità di dimostrare a livello internazionale la propria tecnologia motoristica, nonché sancire il ruolo del Brasile quale paese industrializzato ed economicamente prospero. Il team scelse infatti di costruire quasi tutta la vettura (esclusi motore, cambio e pochi accessori) nel paese sudamericano.

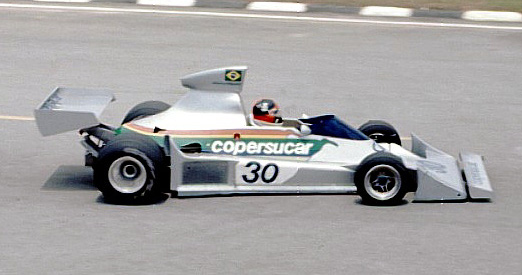
La Copersucar-Fittipaldi FD04 fu l'ultima monoposto del team ad essere completamente costruita in Brasile

Malgrado la fiducia e gli sforzi, la stagione d'esordio si rivelò disastrosa: la monoposto FD01 (il cui nome associava le iniziali di Fittipaldi e del progettista Divila), costruita in un singolo esemplare e pilotata dallo stesso Wilson Fittipaldi, incorse in numerosi ritiri: il miglior risultato annuale fu un decimo posto al GP degli Stati Uniti. A seguito di un infortunio occorso al pilota-patròn, in occasione del GP d'Italia il sedile del team venne occupato transitoriamente da Arturo Merzario. Data la palese inefficienza della monoposto, la squadra lavorò alacremente per svilupparla e migliorarla: nel corso della stagione alla FD01 succedettero la FD02 e FD03, che tuttavia non furono capaci di esprimere progressi significativi.
In vista della stagione 1976 il team brasiliano decise di puntare in grande: i munifici fondi Copersucar consentirono infatti di ingaggiare lo stesso Emerson Fittipaldi, cui venne proposto un ingaggio molto elevato. Il popolare pilota bi-iridato decise quindi di lasciare la McLaren (che aveva già deciso di ingaggiare al suo posto James Hunt) e di correre per la squadra del fratello. Gli sforzi tuttavia non si tradussero in una migliore competitività: nel corso della stagione 1976 Emerson Fittipaldi riuscì a malapena a conquistare tre sesti posti, che gli fruttarono soli tre punti nell'arco di tutta l'annata.

### Spostamento in Inghilterra
A questo punto la squadra si rese conto che la scelta di mantenere tutte le proprie attività in Brasile era dispendiosa e controproducente: il paese sudamericano era infatti troppo lontano da buona parte dei circuiti del mondiale e dalle sedi dei fornitori, senza contare che i tecnici autoctoni non erano sufficientemente competenti (e importarne altri dall'estero sarebbe stato complesso e oneroso). In vista della stagione 1977 la sede operativa della Fittipaldi fu quindi spostata a Reading, in Gran Bretagna.
Le vetture impiegate (la FD04 e successivamente la F5 progettata da Maurice Philippe - che nel frattempo aveva sostituito Divila) segnarono un certo passo in avanti rispetto alle precedenti: nel 1977 Fittipaldi riuscì a conquistare una serie di quarti e quinti posti, per un totale di 11 punti iridati. 
Nel 1976 e nel 1977 la squadra schierò occasionalmente una seconda monoposto, affidata al pilota brasiliano Ingo Hoffmannn, il quale si iscrisse a 5 gare nell'arco delle due stagioni, cogliendo come miglior risultato un settimo posto in Brasile nel 1977.
Il 1978 fu l'annata di maggior successo per il team, che aveva frattanto acquisito la denominazione Fittipaldi Automotive: la nuova F5A (prima vettura ad effetto suolo della casa brasiliana) fu mediamente competitiva e consentì a Fittipaldi di ottenere una serie di buoni piazzamenti, il migliore dei quali fu un secondo posto al GP casalingo. A fine stagione la scuderia si piazzò al settimo posto della classifica costruttori, sopravanzando finanche la McLaren.

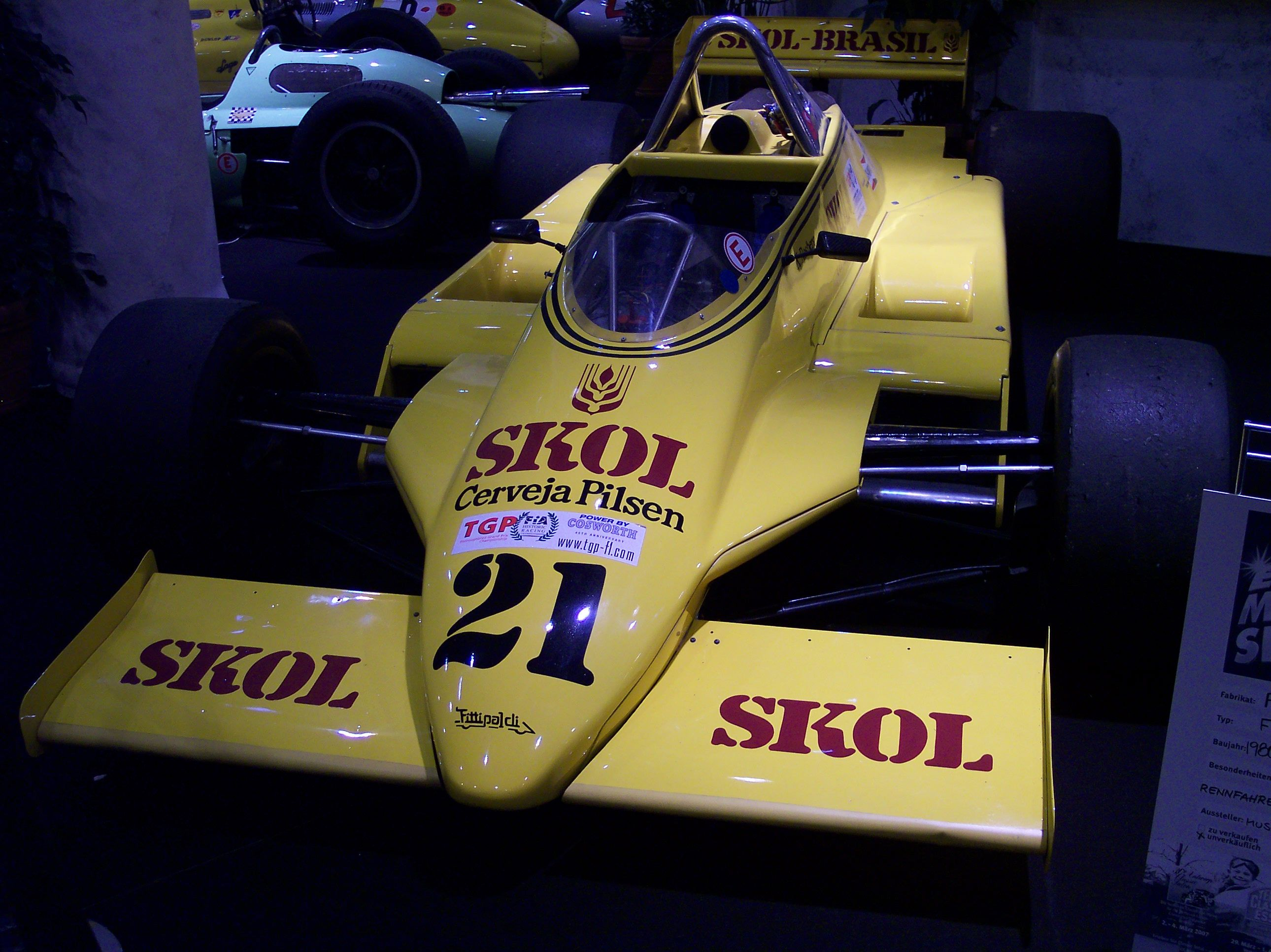
La Fittipaldi F8, progettata da Harvey Postlethwaite e dal giovane Adrian Newey.

Decisamente inferiore si rivelò l'annata 1979, ove la Fittipaldi raccolse appena un punto: la mediocrità della monoposto F06 fu tale che a fine stagione la Copersucar ritirò la sponsorizzazione al team. Le subentrò in qualità di partner principale la birra Skol, sicché la squadra mutò denominazione in Skol Fittipaldi Team. 

### La Fittipaldi assorbe la Wolf
Nel 1980 la Fittipaldi rilevò le strutture della disciolta Wolf, potendo quindi assoldare due tecnici di chiaro talento come Harvey Postlethwaite e Adrian Newey e un pilota di buon livello come Keke Rosberg, che venne affiancato stabilmente a Emerson. La squadra presentò una discreta monoposto, la F07, con la quale i due piloti raccolsero un podio a testa. A stagione in corso le subentrò la F08, che tuttavia si non si dimostrò competitiva come la 07. A fine stagione Emerson Fittipaldi decise di ritirarsi come pilota dalla Formula 1.
Per il biennio 1981-1982 la scuderia riassunse il nome Fittipaldi Automotive: la perdita del proprio pilota più prestigioso e di Harvey Postlethwaite (ingaggiato dalla Ferrari) aveva privato la squadra di importanti risorse professionali. La vettura per il 1981, la F8C, risultò dunque essere un minimo aggiornamento della F08: né Rosberg né Chico Serra (che aveva sostituito Fittipaldi) riuscirono a raccogliere punti iridati. 
Nel 1982 la squadra entrò in crisi finanziaria e schierò un'unica vettura, affidata a Serra, che raccolse un solo punto ai fini del mondiale. In vista del 1983 i fratelli Fittipaldi fecero fronte comune nel tentativo di rimediare i fondi necessari a tenere in vita la scuderia, ma non sortirono lo scopo. La squadra brasiliana cessò così di esistere, non prima di aver cercato di ottenere i motori turbo dalla italiana CARMA di Carlo Facetti e Martino Finotto.

## Principali piloti

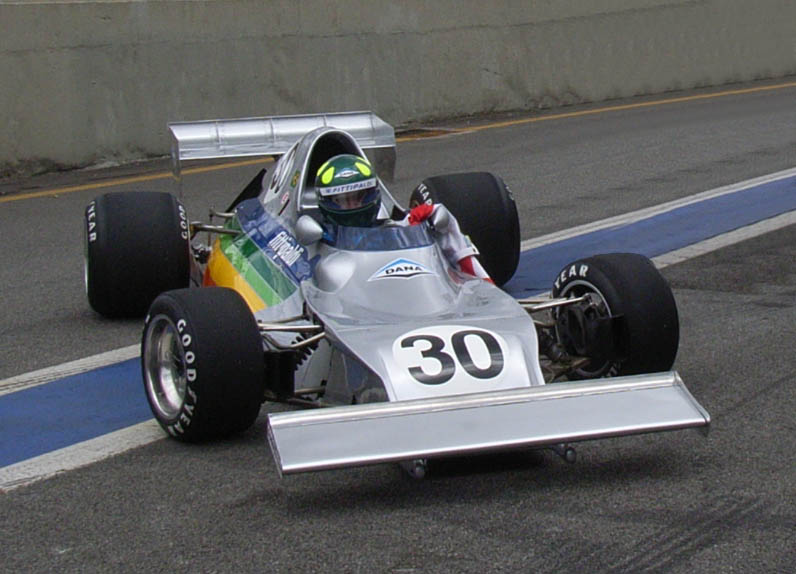
Wilson Fittpaldi sulla Fittipaldi FD01 nel 2007

- Emerson Fittipaldi (1976-1980): 74 GP
- Keke Rosberg (1980-1981): 20 GP
- Chico Serra (1981-1982): 14 GP
- Wilson Fittipaldi (1975): 10 GP
- Ingo Hoffmann (1976-1977): 3 GP
- Arturo Merzario (1975): 1 GP

## Risultati in Formula 1
| Anno | Vettura           | Motore            | Gomme | Piloti        |     |    |    |     |    |    |    |    |     |    |     |    |    |    |  |  |  | Punti | Pos. |
| ---- | ----------------- | ----------------- | ----- | ------------- | --- | -- | -- | --- | -- | -- | -- | -- | --- | -- | --- | -- | -- | -- |  |  |  | ----- | ---- |
| 1975 | FD01, FD02 e FD03 | Ford Cosworth DFV | G     | W. Fittipaldi | Rit | 13 | NQ | Rit | NQ | 12 | 17 | 11 | Rit | 19 | Rit | NQ |    | 10 |  |  |  | 0     | -    |
| 1975 | FD01, FD02 e FD03 | Ford Cosworth DFV | G     | Merzario      |     |    |    |     |    |    |    |    |     |    |     |    | 11 |    |  |  |  | 0     | -    |

| Anno | Vettura     | Motore            | Gomme | Piloti        |    |   |    |     |    |   |     |     |   |    |     |     |    |     |   |     |  | Punti | Pos. |
| ---- | ----------- | ----------------- | ----- | ------------- | -- | - | -- | --- | -- | - | --- | --- | - | -- | --- | --- | -- | --- | - | --- |  | ----- | ---- |
| 1976 | FD03 e FD04 | Ford Cosworth DFV | G     | E. Fittipaldi | 13 | 7 | 6  | Rit | NQ | 6 | Rit | Rit | 6 | 13 | Rit | Rit | 15 | Rit | 9 | Rit |  | 3     | 11º  |
| 1976 | FD03 e FD04 | Ford Cosworth DFV | G     | Hoffmann      | 11 |   | NQ | NQ  |    |   |     | NQ  |   |    |     |     |    |     |   |     |  | 3     | 11º  |

| Anno | Vettura | Motore            | Gomme | Piloti        |     |   |    |   |    |     |     |    |    |     |    |    |   |    |    |     |  | Punti | Pos. |
| ---- | ------- | ----------------- | ----- | ------------- | --- | - | -- | - | -- | --- | --- | -- | -- | --- | -- | -- | - | -- | -- | --- |  | ----- | ---- |
| 1977 | FD04    | Ford Cosworth DFV | G     | E. Fittipaldi | 4   | 4 | 10 | 5 | 14 | Rit | Rit | 18 | 11 | Rit | NQ | 11 | 4 | NQ | 13 | Rit |  | 11    | 9º   |
| 1977 | FD04    | Ford Cosworth DFV | G     | Hoffmann      | Rit | 7 |    |   |    |     |     |    |    |     |    |    |   |    |    |     |  | 11    | 9º   |

| Anno | Vettura | Motore            | Gomme | Piloti        |   |   |     |   |   |     |     |   |     |     |   |   |   |   |   |     |  | Punti | Pos. |
| ---- | ------- | ----------------- | ----- | ------------- | - | - | --- | - | - | --- | --- | - | --- | --- | - | - | - | - | - | --- |  | ----- | ---- |
| 1978 | F5A     | Ford Cosworth DFV | G     | E. Fittipaldi | 9 | 2 | Rit | 8 | 9 | Rit | Rit | 6 | Rit | Rit | 4 | 4 | 5 | 8 | 5 | Rit |  | 17    | 7º   |

| Anno | Vettura | Motore            | Gomme | Piloti        |   |    |    |     |    |   |     |     |     |     |     |     |   |    |    |  |  | Punti | Pos. |
| ---- | ------- | ----------------- | ----- | ------------- | - | -- | -- | --- | -- | - | --- | --- | --- | --- | --- | --- | - | -- | -- |  |  | ----- | ---- |
| 1979 | F5 e F6 | Ford Cosworth DFV | G     | E. Fittipaldi | 6 | 11 | 13 | Rit | 11 | 9 | Rit | Rit | Rit | Rit | Rit | Rit | 8 | 8  | 7  |  |  | 1     | 12º  |
| 1979 | F5 e F6 | Ford Cosworth DFV | G     | Ribeiro       |   |    |    |     |    |   |     |     |     |     |     |     |   | NQ | NQ |  |  | 1     | 12º  |

| Anno | Vettura | Motore            | Gomme | Piloti        |    |    |     |     |     |    |     |    |     |    |     |     |     |     |  |  | Punti | Pos. |
| ---- | ------- | ----------------- | ----- | ------------- | -- | -- | --- | --- | --- | -- | --- | -- | --- | -- | --- | --- | --- | --- |  |  | ----- | ---- |
| 1980 | F7 e F8 | Ford Cosworth DFV | G     | E. Fittipaldi | NC | 15 | 8   | 3   | Rit | 6  | Rit | 12 | Rit | 11 | Rit | Rit | Rit | Rit |  |  | 11    | 8º   |
| 1980 | F7 e F8 | Ford Cosworth DFV | G     | Rosberg       | 3  | 9  | Rit | Rit | 7   | NQ | Rit | NQ | Rit | 16 | NQ  | 5   | 9   | 10  |  |  | 11    | 8º   |

| Anno | Vettura | Motore            | Gomme | Piloti  |     |     |     |     |     |    |    |     |     |    |  |    |    |    |    |  | Punti | Pos. |
| ---- | ------- | ----------------- | ----- | ------- | --- | --- | --- | --- | --- | -- | -- | --- | --- | -- |  | -- | -- | -- | -- |  | ----- | ---- |
| 1981 | F8C     | Ford Cosworth DFV | M A P | Rosberg | Rit | 9   | Rit | Rit | Rit | NQ | 12 | Rit | Rit | NQ |  | NQ | NQ | NQ | 10 |  | 0     | -    |
| 1981 | F8C     | Ford Cosworth DFV | M A P | Serra   | 7   | Rit | Rit | NQ  | Rit | NQ | 11 | NP  | NQ  | NQ |  | NQ | NQ | NQ | NQ |  | 0     | -    |

| Anno | Vettura  | Motore            | Gomme | Piloti |    |     |    |  |   |     |    |    |     |     |    |    |   |    |    |  | Punti | Pos. |
| ---- | -------- | ----------------- | ----- | ------ | -- | --- | -- |  | - | --- | -- | -- | --- | --- | -- | -- | - | -- | -- |  | ----- | ---- |
| 1982 | F8D e F9 | Ford Cosworth DFV | P     | Serra  | 17 | Rit | NQ |  | 6 | NPQ | 11 | NQ | Rit | Rit | NQ | 11 | 7 | NQ | 11 |  |       | 14º  |

| Legenda | 1º posto     | 2º posto | 3º posto    | A punti         | Senza punti/Non class.  | Grassetto – Pole position Corsivo – Giro più veloce |
| Legenda | Squalificato | Ritirato | Non partito | Non qualificato | Solo prove/Terzo pilota | Grassetto – Pole position Corsivo – Giro più veloce |